# Heraclea Cibistra
Heraclea Cibistra, Cibistra o Kibistra prop de la moderna Ereğli (Konya) a Turquia), fou una ciutat de l'antiguitat coneguda simplement com a Cibistra.
Cibistra (llatí Cybistra, grec Kybistra) fou una fortalesa a Capadòcia, propera a la de Castabala i a la ciutat de Tiana, a mig camí entre Mazaca i les Portes Cilícies, més propera a aquestes (2/3 des Mazaca a Cibistra i 1/3 des aquesta a les Portes). Alguns la situen a Kara Hissar a uns 50 km al sud-sud-oest de Mazaca però la majoria d'erudits la situen força lluny. Tingué certa importància durant els temps hel·lènics a causa de la seva estratègia posició geogràfica propera on s'inicia la Porta del Ferro. Alhora, aquesta situació provocà que diverses vegades fos saquejada pels exèrcits que transitaven per l'antiga via romana; així succeí quan els àrabs envaïren l'Àsia Menor (805-832). Fou conquerida pels turcs seljúcides el segle xi. A prop seu Nure Sufi Bey hi fundà Ereğli, que esdevingué la primera capital del Beylik de Karaman-oğlu. L'estat de Karaman es caracteritzà per la seva resistència a integrar-se a l'Imperi Otomà. El 1101, en el marc de la croada de 1101, un brillant i indisciplinat exèrcit comandat per Guillem IX de Poitiers fou totalment desfet pels turcs en la batalla d'Heraclea. En les seves proximitats va tenir lloc la batalla de Cibistra entre les tropes de la Companyia Catalana d'Orient de Roger de Flor i l'exèrcit otomà.